# Bridgewater (condado de Plymouth, Massachusetts)
Bridgewater é um lugar designado pelo censo localizado no condado de Plymouth no estado estadounidense de Massachusetts. No Censo de 2010 tinha uma população de 7.841 habitantes e uma densidade populacional de 1.316,27 pessoas por km².

## Geografia
Bridgewater encontra-se localizado nas coordenadas 41° 59′ 11″ N, 70° 58′ 06″ O. Segundo a Departamento do Censo dos Estados Unidos, Bridgewater tem uma superfície total de 5.96 km², da qual 5.89 km² correspondem a terra firme e (1.04%) 0.06 km² é água.

## Demografia
Segundo o censo de 2010, tinha 7.841 pessoas residindo em Bridgewater. A densidade populacional era de 1.316,27 hab./km². Dos 7.841 habitantes, Bridgewater estava composto pelo 89.21% brancos, o 4.91% eram afroamericanos, o 0.15% eram amerindios, o 1.79% eram asiáticos, o 0% eram insulares do Pacífico, o 1.5% eram de outras raças e o 2.44% pertenciam a duas ou mais raças. Do total da população o 3.72% eram hispanos ou latinos de qualquer raça.